# Österselet
Österselet är en sjö i Örnsköldsviks kommun i Ångermanland och ingår i Nätraåns huvudavrinningsområde. Sjön har en area på 0,0491 kvadratkilometer och ligger 170 meter över havet. Sjön avvattnas av vattendraget Sörån.

## Delavrinningsområde
Österselet ingår i det delavrinningsområde (702554-160897) som SMHI kallar för Inloppet i Djupsjön. Medelhöjden är 211 meter över havet och ytan är 3,01 kvadratkilometer. Räknas de 15 avrinningsområdena uppströms in blir den ackumulerade arean 109,8 kvadratkilometer. Sörån som avvattnar avrinningsområdet har biflödesordning 2, vilket innebär att vattnet flödar genom totalt 2 vattendrag innan det når havet efter 51 kilometer. Avrinningsområdet består mestadels av skog (73 procent), öppen mark (11 procent) och jordbruk (11 procent). Avrinningsområdet har 0,13 kvadratkilometer vattenytor vilket ger det en sjöprocent på 4,4 procent.